# Старобільська волость
Старобільська волость — історична адміністративно-територіальна одиниця Старобільського повіту Харківської губернії із центром у повітовому місті Старобільськ.
Станом на 1885 рік складалася з 23 поселень, 12 сільських громад. Населення — 12 229 осіб (6210 чоловічої статі та 6019 — жіночої), 1687 дворових господарств.
|                     | Площа, десятин | У тому числі орної, дес. |
| ------------------- | -------------- | ------------------------ |
| Сільських громад    | 26322          | 25993                    |
| Приватної власності | 4678           | 2642                     |
| Казенної власності  | —              | —                        |
| Іншої власності     | 33             | 33                       |
| Загалом             | 31033          | 28668                    |

Поселення волості станом на 1885:
- Бутов (Василівський) — колишній державний хутір, 761 особа, 89 дворових господарств.
- Курячівка — колишнє державне село при річці Біла, 523 особи, 112 дворових господарств.
- Лиман — колишня державна слобода при річці Айдар, 2068 осіб, 276 дворових господарства, православна церква, школа.
- Піщане — колишнє державне село, 2221 особа, 260 дворових господарств, православна церква.
- Підгорівка — колишня державна слобода при річці Айдар, 2177 осіб, 375 дворових господарства, православна церква, школа.
- Чмирівка — колишнє державне село, 1213 осіб, 142 дворових господарства, православна церква.

Найбільші поселення волості станом на 1914 рік:
- село Чмирівка — 3658 мешканців;
- село Підгорівка — 1856 мешканців;
- село Лиман — 3647 мешканців;
- село Верхня Покровка — 2826 мешканців;
- село Курячівка — 1568 мешканців.

Старшиною волості був Михайло Семенович Холодняк, волосним писарем — Іван Микитович Чигикала, головою волосного суду — Григорій Іванович Циганков.